# ラウム (悪魔)

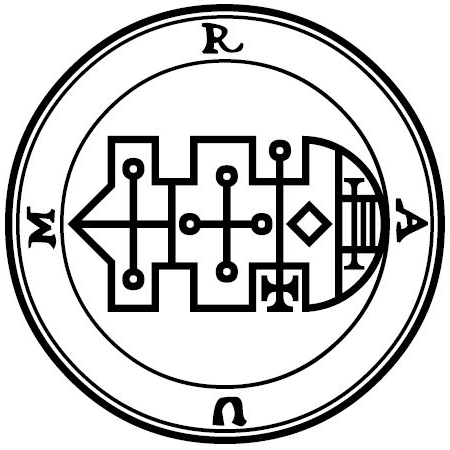
『ゴエティア』に記されたラウムのシジル

ラウム(Raum、Ralm)またはライム(Raim,Raym)は、悪魔学における悪魔の一人。

## 概要
『ゴエティア』によると、30の軍団を率いる序列40番の地獄の大いなる伯爵。
召喚者の前にカラスの姿で現れるが、望めば人間の姿にもなる。王侯の屋敷から財宝を盗み出し望みの場所へ移動させたり、都市を破壊したり、人の尊厳を大いに貶めることができるという。また過去・現在・未来の情報を教えたり、敵と和解させたりもできるとされる。